# American Pie 2
American Pie 2 – wydany w 2001 sequel komedii American Pie. Został wyreżyserowany przez Jamesa B. Rogersa. Film o budżecie 30 mln dolarów zarobił łącznie ok. 290 mln dolarów.

## Fabuła
Grupa szkolnych przyjaciół (Jim, Stifler, Finch, Oz i Kevin) po pierwszym roku studiów spotyka się i postanawia zorganizować niezapomnianą imprezę wakacyjną. Młodzi ludzie po raz kolejny postanawiają dowieść swojej męskości. Nadia postanawia odwiedzić Jima.

## Obsada
- Jason Biggs – Jim
- Chris Klein – Oz
- Mena Suvari – Heather
- Alyson Hannigan – Michelle
- Seann William Scott – Stifler
- Shannon Elizabeth – Nadia
- Thomas Ian Nicholas – Kevin
- Eddie Kaye Thomas – Finch
- Eugene Levy – ojciec Jima
- Tara Reid – Vicky
- Natasha Lyonne – Jessica
- Chris Owen – Sherman
- Jennifer Coolidge – mama Stiflera
- Kevin Kilner – Tata
- Amara Balthrop-Lewis – deputowana
- Brian Lester – szeryf Grand Harbor
- Justin Isfeld – Justin
- Lisa Arturo – Amber